# Ottmar Stab
Ottmar Stab (* vor 1510 wohl in Wiesloch; † 3. August 1585 in Kempten) war Reformator von Sinsheim, kurpfälzischer Hofprediger und Pfarrer in Burgheim, Donauwörth und Kempten.

## Leben

### Herkunft und frühe Jahre
Über Ottmar Stabs Herkunft gibt es keine Urkunden. Er entstammte vermutlich einem Konkubinat des Altwieslocher Pfarrers Philipp Stab d. Ä., der zwischen 1503 und 1510 an seinen Wirkungsort kam. Ottmar tritt urkundlich erstmals am 24. Februar 1524 in Erscheinung, als er sich als Othmarus Stab ex Wissenloch an der Universität Heidelberg immatrikulierte. Dort erwarb er am 10. Dezember 1527 das Baccalauréat der Artistenfakultät. Am 15. Februar 1530 wurde er zum Magister promoviert. In seiner sechsjährigen und damit außergewöhnlich langen Studienzeit hat er wohl Griechisch bei Simon Grynaeus, Hebräisch bei Sebastian Münster, Latein und römische Geschichte bei Hermann von dem Busche und Philosophie und später Theologie bei Martin Frecht studiert. Stabs spätere lutherische Überzeugung könnte auf den früh reformatorisch gesinnten Frecht zurückgehen, der 1518 Martin Luthers Heidelberger Disputation beigewohnt hatte.
Am 16. September 1532 erhielt Stab vom Vikar des St.-Michael-Stifts in Klingenmünster die Pfründe des Johannesaltars der Kirche in Frauenweiler, die von den Brüdern Hans IV. und Christoph Landschad von Steinach gestiftet worden war. Die Landschad kommen daher auch als mögliche Unterstützer Stabs während seiner langen Studienzeit in Betracht. Da Frauenweiler seit der Eingemeindung nach Wiesloch 1526 weitgehend abgerissen worden war, war die Pfründe mit keiner Residenzpflicht verbunden.
Stab hat im Laufe seines Lebens verschiedene, auch sehr teure Bücher erworben und mit Kaufeintragungen versehen. Die Eintragungen in diesen Büchern, die sich heute in der Kirchenbibliothek St. Mang in Kempten befinden, sind wichtige Quellen zu seinem ansonsten urkundlich nur schwer greifbaren Lebensweg.
Am 6. September 1536 erwarb Stab in Rüdenhausen eine Ausgabe von Plinius’ Historia Mundi. Zu jener Zeit ist er in der Castell’schen Familienchronik von 1605 auch als Präzeptor bei den Grafen von Castell in Rüdenhausen nachgewiesen, wo er wohl Friedrich X. von Castell unterrichtete, jedoch aufgrund seiner protestantischen Haltung wieder entlassen wurde.

### Reformator in Sinsheim
Am 27. Juli 1538 vermerkte Stab den Erwerb eines Buches von Flavius Josephus in Sinsheim. Als vom Stift Sinsheim eingesetzter Pfarrer des Ortes beklagte er sich im Dezember 1539 beim Bischof von Speyer über das Ausbleiben der Gläubigen, die in die bereits reformierten Orte in der Umgebung Sinsheims (gemeint waren wohl die in den 1520er Jahren reformierten reichsritterschaftlichen Orte Hoffenheim, Daisbach, Michelfeld, Bischofsheim und Waibstadt) strömen würden, um dort das Abendmahl in beiderlei Gestalt zu hören. Er ersuchte den Bischof um die Erlaubnis, ebenfalls ein protestantisches Abendmahl in der Pfarrkirche St. Jakobus in Sinsheim abhalten zu dürfen, um die Gläubigen in der Kirche am Ort zu halten. Der Bischof lehnte das Ansinnen verständlicherweise ab und Stab verabschiedete sich mit einem altgläubigen Bekenntnis, sorgte jedoch schon einen Monat später durch seine dem Zölibat widersprechende Heirat mit Anna Bender für Aufsehen.
In Sinsheim ist Stab bis zum Frühjahr 1543 nachgewiesen. Von dort stammen wohl noch seine fragmentarisch erhaltenen Aufschriebe und Notationen von zwei deutschen Kirchenliedern in einem Diurnale der Diözese Worms, darunter das erstmals 1522 in Deutsch nachweisbare Lied Komm, heiliger Geist. In Sinsheim wurden 1541 die Tochter Ottilia und im Januar 1543 der Sohn Ottmar d. J. geboren. Zu Stabs reformatorischen Einflüssen während der Sinsheimer Zeit zählte sicher auch sein früherer Kommilitone Adam Bartholomäus, der von 1539 bis 1542 Pfarrer im nahen Bretten war.

### Pfarrer in Burgheim und Donauwörth
Aufzeichnungen über die Geburts- und oft frühen Sterbedaten seiner Kinder hat Stab auf dem hinteren Vorsatzblatt des fünften Bandes einer achtbändigen Ausgabe der Werke des Hl. Augustinus von 1528/29 hinterlassen. Gemäß diesen Eintragungen war er wohl schon 1544, spätestens aber beim Tod der Tochter Ottilia am 3. Februar 1545 Pfarrer oder Vikar in Burgheim im seit 1542 reformierten Fürstentum Pfalz-Neuburg. Dorthin war er wohl dem seit 1543 als Hofprediger bei Pfalzgraf Ottheinrich zu Neuburg dienenden Adam Bartholomäus gefolgt.
Auf eine Anfrage des zwinglianisch-calvinistischen Reformators Wolfgang Musculus nach einem lutherischen Prädikanten für Donauwörth empfahl Bartholomäus abermals Stab, der zum 23. März 1545 nach Donauwörth bestellt wurde. Dass der Lutheraner Stab sich dort offen gegen Zwinglianer aussprach, führte im von Musculus im Sinne Zwinglis reformierten Donauwörth rasch zu Konflikten, so dass Stab dort nur bis September 1545 blieb. Adam Bartholomäus folgte ihm dort im Frühjahr 1546 zeitweilig im Amt nach, bevor er von 1546 bis 1549 Hofprediger des Kurfürsten Friedrich II. in Heidelberg wurde.
Stab erwarb unterdessen am 16. November 1546 ein Buch in Pforzheim. Über seine Tätigkeit aus jener Zeit ist nichts bekannt.

### Kurpfälzischer Hofprediger
Ende 1549 oder Anfang 1550 wurde Stab Nachfolger von Bartholomäus als Hofprediger bei Friedrich II. in Heidelberg und schrieb sich dort mit seinen sechs und sieben Jahre alten Söhnen Ottmar d. J. und Philipp am 28. Februar 1550 nochmals in die Universität ein. Der Kurfürst hatte sich zwar inzwischen dem Augsburger Interim unterworfen, doch seine protestantische Grundhaltung und die Bibliotheca Palatina mögen Anreiz für Stab gewesen sein. Am 19. Juni 1550 richtete er ein sechsseitiges Glaubensbekenntnis an Kurfürst Ottheinrich nach Weinheim. Als Hofprediger ist Stab urkundlich erst 1554 belegt, doch die Art seiner Aufgaben lässt den Schluss zu, dass er das Amt bereits seit seiner Ankunft in Heidelberg versah.
Zunächst war er vor allem mit der Ordnung der von dem verstorbenen Kurfürsten Ludwig V. ab etwa 1525 angelegten Sammlung von 16.000 medizinischen Rezepten auf 3000 Pergamentseiten befasst, die er 1554 mit der Vorlage des Zwölfbändigen Buches der Medizin abschloss. Außerdem scheint Stab sich in der Heidelberger Stipendiatenanstalt Dionysianum um die Ausbildung junger Studenten gekümmert zu haben, da er zwischen 1550 und 1560 mehrere Buchgeschenke mit Widmungen dortiger Zöglinge erhielt. Stabs achtes Kind, die 1554 geborene Tochter Anna, verstarb am 6. Oktober 1555 in Neustadt, so dass anzunehmen ist, dass Stab in den Pestjahren 1554/55 mit Teilen des Hofes oder des Dionysianums in die pfälzische Nebenresidenz ausgewichen ist. Vor dem Aufbruch nach Neuburg könnte Stab in Heidelberg noch in Kontakt mit der jungen italienischen Gelehrten Olympia Fulvia Morata gestanden haben, für die er wegen verschiedener gemeinsamer Bekannter und aufgrund seiner wissenschaftlichen Tätigkeit als Ansprechpartner wenn nicht gar Herbergsvater in Betracht kommt.
Im Januar 1556 wandte sich in Alzey, wohin Stab dem todkranken Kurfürsten Friedrich gefolgt war, ein Heidelberger Jude namens Lazarus an Stab, brachte seine Befürchtungen über einen Nachteil der Judenschaft beim bevorstehenden Regierungswechsel zum Ausdruck und bot an, Ottheinrich mit Geld abzufinden, wenn die Kurfürstin nach dem Tode Friedrichs noch zwei Jahre im Amt bliebe und die Pfalz hiernach von Frankreich besetzt werden könne. Das skandalträchtige Angebot zog die Verhaftung des Lazarus und die Fahndung nach Mitwissern nach sich, blieb ansonsten aber folgenlos, da Friedrich schon kurze Zeit später starb und der Regierungswechsel problemlos verlief.
Der neue Kurfürst Ottheinrich hatte 1552 Michael Diller als Hofprediger angestellt, so dass Stab trotz seines guten Verhältnisses zu Ottheinrich nicht länger als Hofprediger in Heidelberg wirkte. Neben späteren Belegen machen die Geburt des Sohnes Otto Haimaricus am 7. Januar 1557 in Amberg und die Masernerkrankung des Sohnes Theodor Ottmar im Sommer 1557 in Simmern eine Tätigkeit Stabs im Gefolge des späteren Kurfürsten Friedrich III., der von Amberg zunächst die Oberpfalz und von Simmern das Herzogtum Pfalz-Simmern verwaltete, in jenen Jahren plausibel. 1558 immatrikulierten sich erneut zwei acht und zehn Jahre alte Söhne Stabs in Heidelberg, so dass er ab jenem Jahr wohl auch wieder dort weilte.
Vom 3. bis zum 8. Juni 1560 nahm Stab in Heidelberg am Religionsgespräch zwischen den calvinistischen Räten des inzwischen zum Kurfürsten aufgezogenen Friedrich III. und den lutherischen Klerikern seines Schwiegersohns Johann Friedrich II. von Sachsen teil. In einer 1584 erschienenen Druckschrift zu vier Kolloquien der Jahre 1529 bis 1577 wird Stab zwar als Hofprediger der Gemahlin des Kurfürsten unter den Teilnehmern an zweiter Stelle hinter Pierre Boquin und vor Thomas Erastus genannt, jedoch verwundert, dass der Lutheraner Stab auf calvinistischer Seite an der Disputation teilnahm und in späteren Quellen nicht mehr von ihm die Rede ist. Die Disputation führte letztlich zum Glaubenswechsel in der Kurpfalz hin zum Calvinismus.
Als Stabs Sohn Philipp im Juli 1560 anticalvinistische Spottverse verbreitete, fiel Stab in Heidelberg schließlich in Ungnade. Möglicherweise hat er im Spätjahr 1560 noch an der am 7. November erschienenen, lutherisch geprägten zweiten Neckarbischofsheimer Kirchenordnung mitgewirkt, da er den dortigen Ortsherren Philipp von Helmstatt als Schutzherrn eines 1527 entlassenen protestantischen Sinsheimer Predigers, als Rat Friedrichs II. oder während seiner Zeit als Pfarrer in Sinsheim um 1540 bereits länger gekannt haben konnte.

### Pfarrer in Kempten
Wohl über die Vermittlung von Michael Diller und die Empfehlung von Ludwig Rabus hin kam Stab 1561 als Nachfolger von Primus Truber als Pfarrer an die Kemptener Kirche St. Mang. In Kempten kamen 1561 eine weitere Tochter Anna und 1562 als letztes Kind der Sohn Bartholomäus Ottmar zur Welt, außerdem erwarb er dort weitere Bücher, die er wie üblich mit Erwerbungsnotizen versah. Zwischen 1563 und 1567 verstarben vier Kinder Stabs an Masern oder Scharlach und wurden in Kempten auf dem evangelischen Friedhof an der Burghalde bestattet. Der Grabstein für die Tochter Maria Cleophe († 1563) und den Sohn Theodor († 1565) wurde 1924 auf einem an den Friedhof grenzenden Grundstück wiederaufgefunden und befindet sich heute im Besitz der Kemptener städtischen Museen.
Mit der Notiz des Todes der Tochter Anna († 1567) enden Stabs biografische Aufzeichnungen über seine Kinder. Weitere biografische Notizen lassen sich den Kemptener Ratsprotokollen entnehmen.
1569 erhielt Stab das Angebot einer Pfarrstelle in Klagenfurt. Er entschied sich jedoch dafür, in Kempten zu bleiben, wo er hohe Wertschätzung erfuhr, die sich vor allem in verschiedenen Geldzuwendungen ausdrückte. Bisweilen erscheint Stab sogar geschäftstüchtig, wenn er 1571 einen Zuschuss zum Hauskauf, 1573 eine Erhöhung der Witwenrente seiner Frau und 1574 ein Stipendium für seinen Sohn Bartholomäus aushandelte. Auch seine Streitlust gegenüber der Papstkirche scheint er nicht verloren zu haben, denn 1573 führte er Reden gegen die Zustände in Klöstern und Stiften und beschuldigte Fürstabt Eberhard vom Stein, die gesammelten Almosen mit Hurerei zu verprassen. Weiterhin war er auch mit den Pfalzgrafen verbunden und widmete dem späteren Kurfürsten Ludwig IV. ein 1575 verfasstes Rossarzneibuch.
Nachdem am 5. Oktober 1576 seine Frau Anna gestorben war, ließ er beim Kemptener Rat anfragen, ob die stattliche Witwenrente auch einer neuen Ehefrau zustehen würde. Der Rat bot aus, die Frage erst ein oder zwei Jahre nach einer erneuten Verheiratung zu beantworten, so dass anzunehmen ist, dass Stab noch 1577 eine zweite Ehe mit einer Frau aus der Kemptener Patriziatsfamilie Gufer einging.
Am 5. August 1577 unterzeichnete er mit den weiteren Pfarrern an St. Mang, Tilian und Wonner, und dem Kemptener Schulrektor Michael Flach die für den protestantischen Ritus verbindliche Konkordienformel. 1579 unterzeichnete er mit Tilian und Flach die Vorrede des im Folgejahr erschienenen Konkordienbuches.
Aus den Jahren ab 1580 sind keine Nachrichten mehr über Stab bekannt, da keine Kemptener Ratsprotokolle für die Zeit von 1580 bis zu Stabs Tod am 3. August 1585 mehr vorliegen. Seine Witwe kam in den Genuss des Witwengehalts, ein Teil seiner Bibliothek hat sich bis heute in der Kirche St. Mang erhalten.
Alle fünf Söhne Stabs, die das 14. Lebensjahr erreicht haben, haben ein Universitätsstudium aufgenommen. Unter seinen Söhnen erlangte der gleichnamige Sohn Ottmar Stab d. J. die größte Bedeutung. 1600 wird er in Hof als Poeta laureatus genannt und kam 1605 nach Leipzig, wo er bis zu seinem Tod nach dem Jahr 1610 noch mindestens zehn Druckwerke veröffentlichte, darunter die 1608 erschienene Kometenelegie (Elegia de Cometa in Arcturo nuper flagrante...), die das Erscheinen des Halleyschen Kometen 1607 zum Inhalt hat, und den 1610 erschienenen Schwanengesang (Cygnaea cantio, in qua author carminis...) mit neulateinischen autobiografischen Versen.